# 新邦安拔
新邦安拔，是马来西亚槟城州威南县的一座城镇。北临大山脚，东临吉打州三巴央（Junjong），南临爪夷，西临武吉淡汶。由于新邦安拔位于十字路口，故得名「Simpang Ampat」。当地居民多为华人，其次是马来人和印度人。
新邦安拔由主城、打昔和珍珠城组成，有时也包括位于威中县的峇冬丁宜。

## 教育

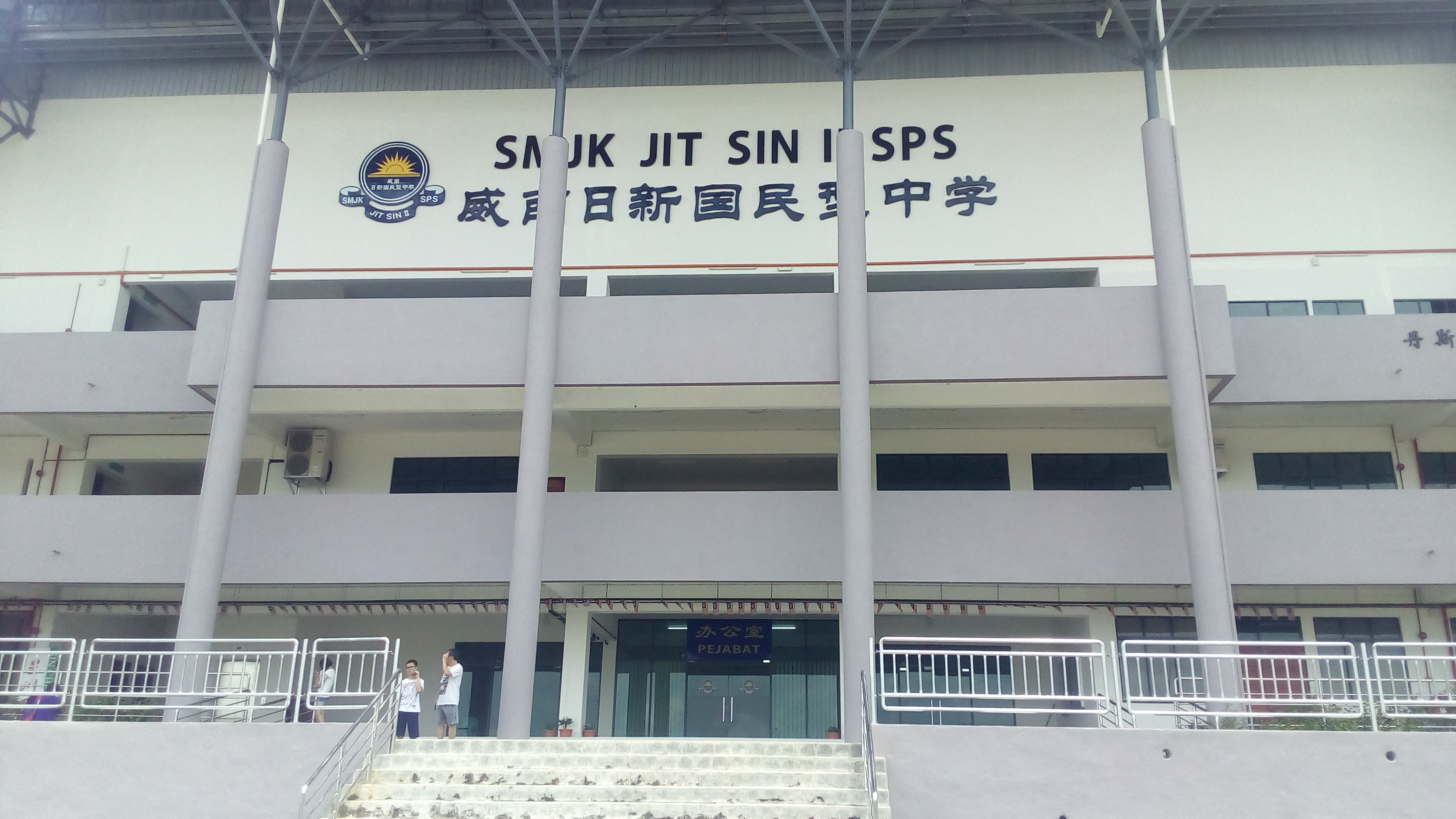
威南日新国民型华文中学

此区有六间小学、四间中学，而大部分华裔学生就读于文明华小。而于2017年创办的威南日新国民型华文中学也坐落于此，以纾缓每年大山脚日新中学学生名额供不应求的情况。

### 学校
- 新邦安拔文明国民型华文小学（SJKC Boon Beng）
- 大发园国民小学（SK Taman Merak）
- 珍珠城国民小学（SK Bandar Tasek Mutiara）
- 斯里打昔国民小学（SK Seri Tasek）
- 打昔柏迈国民小学（SK Tasek Permai）
- 打昔柏迈国民型淡米尔小学（SJKT Tasek Permai）

### 中学
- 威南日新国民型华文中学（SMJK Jit Sin II SPS），位于华都路旁，附近是青郊岭（Hijauan Hills）
- 新邦安拔国民中学（SMK Simpang Empat）
- 槟州体育中学（SMK Mutiara Impian）
- 珍珠城国民中学（SMK Bandar Tasek Mutiara）

### 高等教育
- 高渊社区学院（Kolej Komuniti Nibong Tebal），位于珍珠城

### 国际学校
- GEMS国际学校，位于珍珠城

## 基建

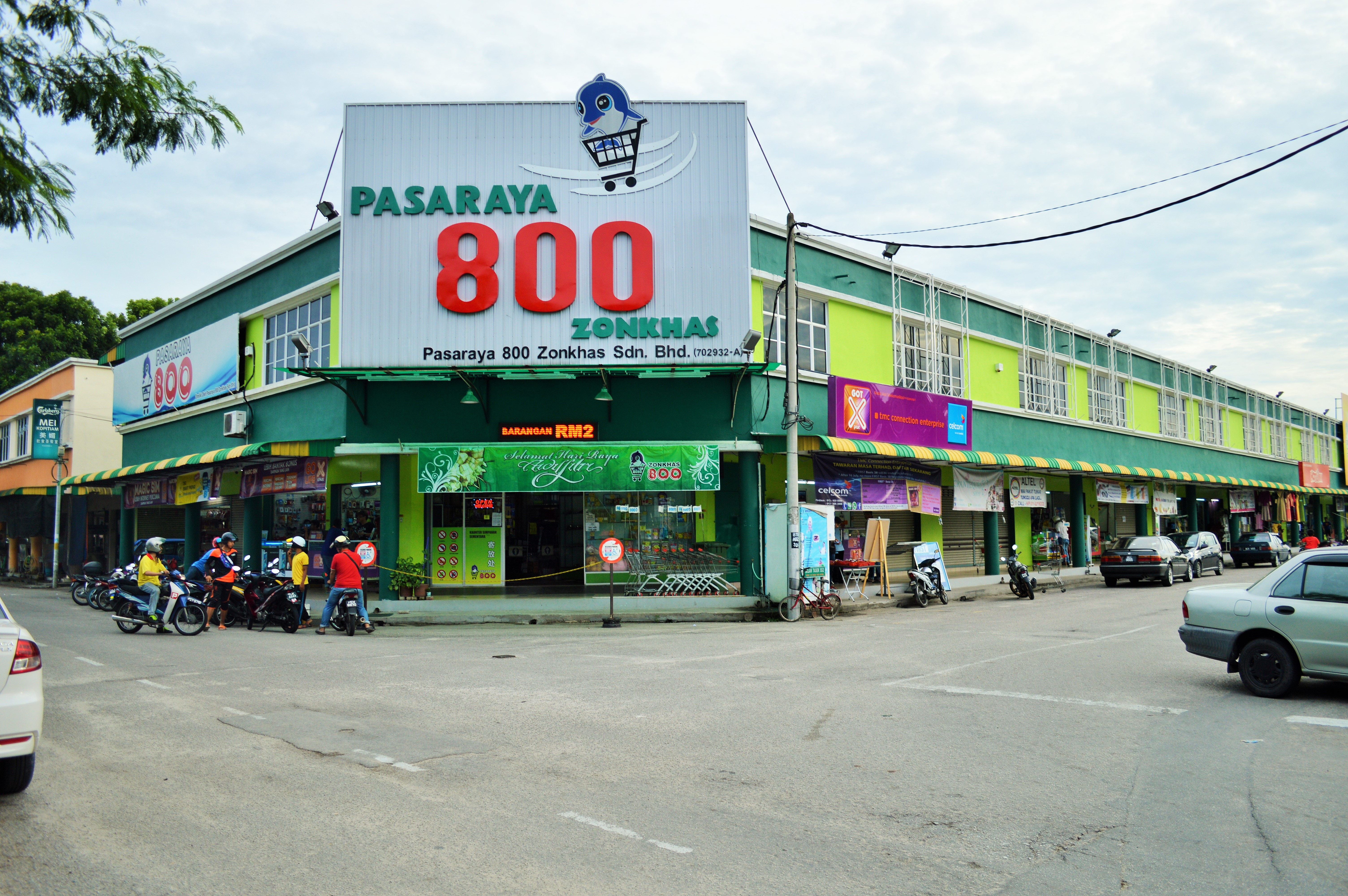
珍珠城的一个超级市场

新邦安拔的基建良好，拥有警察局、消拯局、图书馆、巴刹、轻型工业区等。新邦安拔也设有电气化的火车站，可轻易前往马来西亚半岛西海岸各大城市。

### 商场
- 珍珠城购物中心（Pearl City Mall）

## 交通
联邦公路1号行经于此，而附近也有南北大道武吉淡汶出口。此外，新邦安拔也可通过马来亚铁道通勤铁路（KTM Komuter）北马区域和 ETS KTM电动列车服务的新邦安拔站抵达这里。

## 花园/区
- 怡兰园（Taman Idaman）
- 延高花园（Taman Murai Jaya）
- 大发园（Taman Merak）
- 新大发园（Taman Merak Jaya）
- 祝清坤园（Taman Tangling）
- 南团花园（Taman Tangling Jaya）
- 珍珠城 (Bandar Tasek Mutiara)
- 华丽园 （Taman Kasawari）
- 柏里必斯花园（Taman Belibis）
- 福喜园（Taman Puteri Gunung）
- 达优园（Taman Jentayu）
- 金城花园（Taman Cegar）
- 鸿运园（Taman Tempua）
- 御花园（Taman Tambun Permai）
- 怡景苑（Taman Seri Tambun）
- 金丽苑（Taman Tambun Emas）
- 打昔
- Hijauan Hills